# Милятин (Ровненская область)
Милятин (укр. Милятин) — село в Острожской городской общине Ровненского района Ровненской области Украины.
Население по переписи 2001 года составляло 684 человека. Почтовый индекс — 35830. Телефонный код — 3654. Код КОАТУУ — 5624284601.

## История
В 1946 г. Указом Президиума ВС УССР село Милятин-Бурины переименовано в Милятин.
До 2020 года входило в Острожский район.